# Želiezovce
Želiezovce (húngaro: Zselíz, (antes) Zseliz, (hasta 1895) Zeliz, Zeléz, alemán: Zelis) es una ciudad de Eslovaquia en la región de Nitra, en el distrito de Levice, cerca del río Hron.

## Historia
El territorio del asentamiento fue habitado ya en la Edad de Bronce, el período Quadi y el período de la Gran Moravia . La ciudad fue mencionada por primera vez en 1274. Fue gravemente dañada a finales de la Segunda Guerra Mundial.

## Demografía
| Año        | 1994 | 2004    | 2014    | 2024    |
| ---------- | ---- | ------- | ------- | ------- |
| Población  | 7602 | 7522    | 7056    | 6558    |
| Diferencia |      | −1,05 % | −6,19 % | −7,05 % |

| Año        | 2023 | 2024    |
| ---------- | ---- | ------- |
| Población  | 6588 | 6558    |
| Diferencia |      | −0,45 % |

## Ciudades Hermanadas
- Miercurea Ciuc, Rumanía
- Makó, Hungría